# Puerto Morazán
Puerto Morazán – miasto w Nikaragui, w prowincji Chinandega, w północno-zachodniej części kraju. Liczy 2000 mieszkańców. Jest miastem partnerskim Bristolu.

## Miasta partnerskie
- Bristol, Wielka Brytania